# Коагулопатія
Коагулопатія (від лат. coagulum — «згортання» и дав.-гр. πάθος — «страждання») — патологічний стан організму, обумовлений різновидами порушень згортання крові (гемостаз). Є синдромом або іноді симптомом багатьох хвороб. Тип кровотечі при даному захворюванні носить гематомний характер[джерело?].
Залежно від того, є захворювання спадковим чи набутим, воно спричинене або недостатньою кількістю компонентів плазми, або їхньою низькою якістю. В обох випадках це обумовлено генетичним фактором.
Найчастіше коагулопатії спостерігаються у жінок під час вагітності та у дітей.
Коагулопатії можна діагностувати лише при комплексному обстеженні із застосуванням клініко-лабораторних методів і диференційної діагностики. Необхідно зробити розгорнутий клінічний аналіз крові.
Молекулярні дослідження дозволяють вчасно виявити і запобігти будь-яким порушенням згортання крові, оцінити ефективність проведеної антикоагулянтної і антиагрегантної терапії.

## Класифікація
З точки зору генезису дисфункції коагуляції доцільно виділити форми К.:
- імунні
- набуті
- генетичні

Набуті коагулопатії
Набуті форми коагулопатії можуть бути обумовлені порушенням функції печінки, застосуванням різних антикоагулянтів, в тому числі варфарином, недостатністю всмоктування вітаміну К і підвищеним споживанням компонентів системи згортання крові на тлі ДВЗ-синдрому.
Також можуть спричинити коагулопатію деякі види гемотоксичних зміїних отрут, наприклад отрути ботропсів, гадюк та інших видів родини гадюкових; деякі інфекційні захворювання, зокрема геморагічна гарчка денге, шоковий синдром денге; також коагулопатії можуть спричиняти хвороби крові, наприклад лейкемія.
Аутоімунні
Аутоімунні форми коагулопатій обумовлені появою антитіл до факторів згортання крові або фосфоліпідів. Найчастіше зустрічається коагулопатія імунного генезису на тлі антифосфоліпідного синдрому і його тяжкої форми - катастрофічного антифосфоліпідного синдрому.
Генетичні
У деяких людей порушена робота генів, що відповідають за синтез коагуляційних факторів. З числа коагулопатій найчастіше зустрічаються гемофілія і хвороба Віллебранда. Більш рідкісні генетичні порушення. наприклад гемофілію С, гіпопроконвертінемію та низку інших аномалій.

## Клінічні прояви
У хворих на коагулопатію спостерігається блідість шкірного покриву та геморагічний синдром, при якому кров виливається зі стінок судин у прилеглі тканини або виходить назовні. Це — головні прояви синдрому, спричинені збоєм роботи гемостазу або змінами в структурі його ланок (пошкодження стінки судини, зміни кількості тромбоцитів і т. д.). Часом порушення гемостазу відбувається через прийом деяких лікарських препаратів, що спричинюють порушення злипання тромбоцитів і механізмів згортання крові.

## Фізіологія згортання крові
Зсідання крові відбувається в три основних етапи:
- первинний, що триває 5 хвилин і виробляє тромбоцитарний згусток;
- вторинний, його тривалість — 10-15 хвилин, після чого утворюється фібрин (кінцевий продукт процесу згортання крові), який скріплює тромб;
- на завершальному, третьому етапі, тромб розчиняється.

Якщо на одному з цих етапів виникають порушення, це призводить до виникнення коагулопатії.

## Ускладнення
- Геморагічний шок
- Гемофілічна артропатія
- Залізодефіцитна анемія
- Псевдопухлина